# Théophile Corret de la Tour d'Auvergne
Théophile Corret de la Tour d'Auvergne (francès: Théophile-Malo de La Tour d'Auvergne-Corret)  (Carhaix-Plouguer, 23 de desembre de 1743 - Oberhausen, 28 de juny de 1800) fou un militar francès a qui Napoleó Bonaparte distingí amb el títol de Primer Granader de la República. És també conegut per la seva obra d’investigació sobre les llengües celtes i l'estudi que en feu sobre la història de la Bretanya.

## Antic Règim
Fill de l'advocat Olivier Corret i de Jeanne Lucrèce Salaün, nasqué a Saint-Hernin, on son pare era senescal del castell de Kergoët i fou batejat a Carhaix. Durant anys, però, els seus biògrafs han donat com a lloc de naixement diversos indrets: Pontivy, Laniscat, Carnoët, Maël-Carhaix, Trébrivan, Trémargat, Saint-Hernin et Carhaix.
En acabar els estudis, efectuats al col·legi dels jesuïtes de Quimper, escollí fer carrera militar, i s’allistà vers el 1765, contràriament al que volia son pare, el qual hauria preferit que fos advocat i també en contra del desig de sa mare, que volia que fos un dignatari de l’Església.
El 1767, passà a formar part, en qualitat de soldat, de la segona companyia dels mosqueters. Va ser en aquesta època que, per l'ànsia d'aconseguir una bona posició com a oficial, afegí als seus cognoms el de Kerbauffret, com si fos d’origen noble. Pretenia ser descendent d'un fill natural del vescomte de Turena, anomenat Henri de la Tour d'Auvergne-Bouillon, i d’Adèle Corret i el 1777, aconseguí que un descendent del duc de Bouillon, li concedís mitjançant carta, autorització per fer servir La Tour d’Auvergne, precedenit el seu cognom de naixement.
Participà com a voluntari en l'exèrcit franco-espanyol enviat per alliberar Menorca, el 1781, on tingué ocasió de demostrar el seu coratge. Durant un combat, salvà la vida a un oficial espanyol que havia estat ferit, se’l carregà a les espatlles i el tragué del camp de foc, per continuar amb la lluita poc després. El rei d'Espanya li concedí una medalla, que ell acceptà però es negà a rebre la pensió que anava associada al reconeixement.

## Revolució francesa
Fou membre de l'exèrcit de la Primera República Francesa, on adquirí el grau de capità dels granaders el 1792. El ministre Lazare Carnot, digué que era «el més valent entre els valents». Destinat al regiment de Bretanya, a càrrec del 46è regiment d'infanteria, defensà les posicions del govern revolucionari als estats de Savoia i als Pirineus Orientals. La seva missió consistí a comandar totes les companyies de granaders per formar l’avantguarda, que rebé el sobrenom de columnes infernals . Gairebé sempre, aquesta falange fou decisiva per obtenir la victòria, des del moment que entrava en combat.
En aquesta etapa de la seva vida, Téophhile dedicà el seu temps lliure a fer treballs literaris. Pel seu caràcter reflexiu, fou nomenat diverses vegades per formar part del tribunal en consells de guerra.
A causa d’una greu malaltia que l'obligà a alimentar-se només de llet, deixà l'exèrcit. Després que el govern francès signés la pau amb Espanya, el 1794, mentre viatjava en vaixell, fou capturat per un corsari britànic. El veler, que havia salpat del port de Baiona amb destinació a Brest naufragà davant la costa de Camaret, i Téophhile fou fet presoner per una esquadra de britànics, els quals també s’apoderaren de la càrrega. Li demanaren que es llevés l'escarapel·la del barret, símbol de la república, i que la llancés, però ell posà la mà a l'espasa i declarà que preferia morir defensant-la. Els pirates lloaren la seva valentia i decidiren demanar un recant a canvi de la seva vida. Restà empresonat al sud-oest d'Anglaterra. Durant el seu internament, es dedicà a la confecció d'un diccionari francès-celta. No seria alliberat fins al 1797.
De tornada a França, tingué notícia que un amic seu, anomenat Le Brigant, ja octogenari, s’havia quedat sol, ja que el seu fill, encara molt jove, i l'únic que li quedava viu, havia estat cridat a lleva, i fou a visitar-lo a París. Es presentà davant del Directori per fer una apel·lació, i li fou concedit ocupar el lloc del jove, com a soldat ras, el qual tornà amb la seva família. Això augmentà la seva fama d’home coratjós alhora que modest.
Formà part de l'exèrcit del Rin, com a voluntari. Participà en la campanya del 1799, a Suïssa. Fou escollit membre del Cos legislatiu creat amb la Constitució de l’11 de Frimari de l’any VIII, però rebutjà aquest càrrec tot dient : « Jo no en sé de fer lleis, només sé defensar-les, envieu-me a l'exèrcit. » Com que també havia rebutjat als seus galons com a oficial, Napoleó el distingí amb el títol de Primer Granader de la República.
El 27 de juny del 1800, durant el vespre de la batalla d'Oberhausen, a Baviera, fou ferit al cor per una baioneta, mentre que la seva brigada era atacada per la cavalleria de l'enemic.
Deixà en herència, la seva col·lecció de llibres a Éloi Johanneau.

## Defensor de la llegua celta

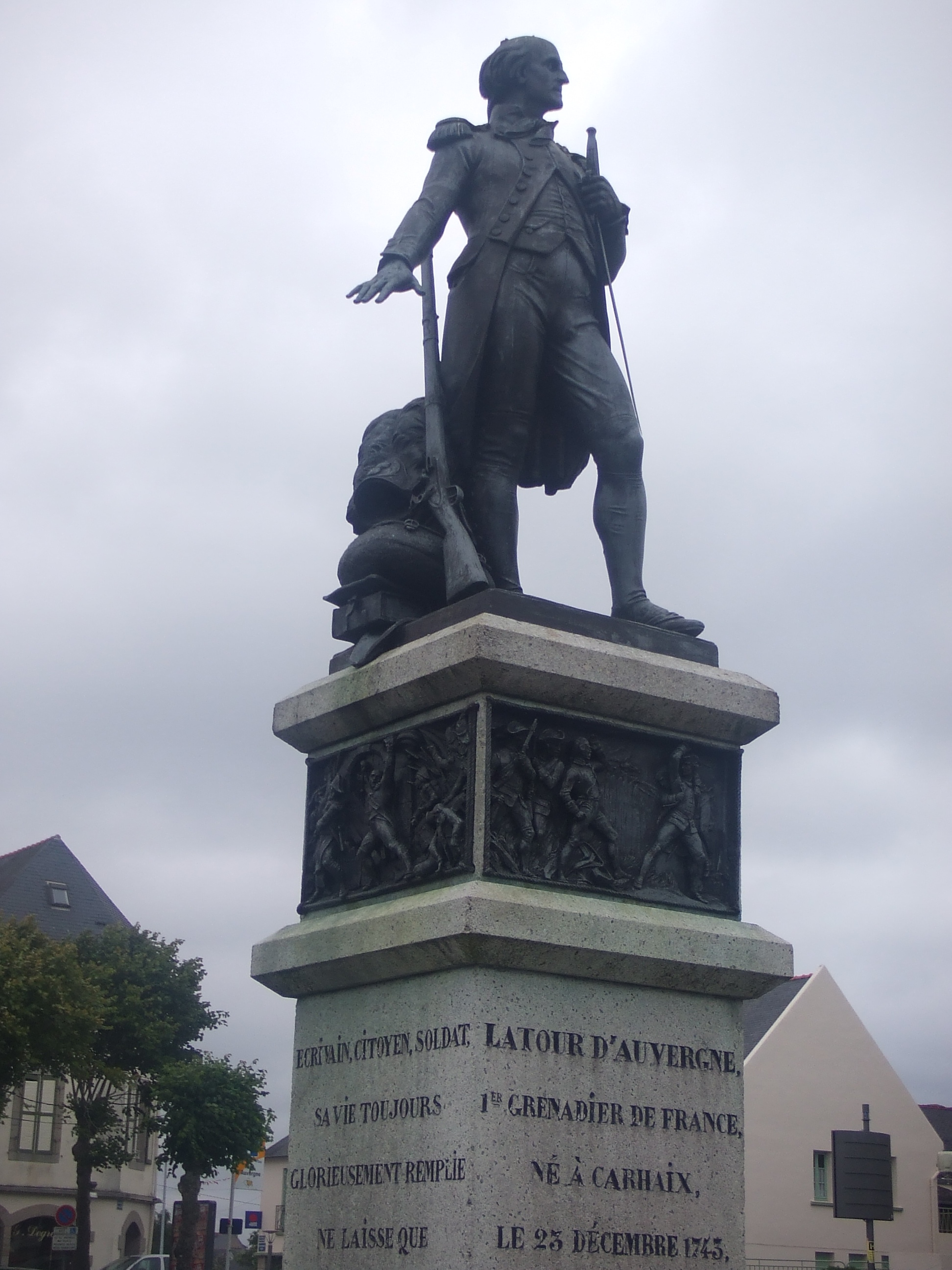
Estàtua a Carhaix-Plouguer

Téophile La Tour d'Auvergne creia fermament en la teoria de l'existència d'una antiga cultura que havia habitat algunes zones d'Europa en l'antiguitat, entre les quals la Bretanya, els celtes. Per demostrar-ho feu un recull de termes en francès, l'etimologia dels quals no tenia una explicació en el llatí ni en cap altra llengua propera coneguda. El camp d'estudi s'amplià cap a les tradicions i els vestigis del passat, incloent l'arqueologia.
Alguns mots, com menhir i dolmen, són creació seva. Amant de la història antiga de França, especialment de la llengua bretona, compartí aquesta afició amb l’advocat Jacques Le Brigant que era arqueòleg en el seu temps lliure. Al segle xx, Christian-Joseph Guyonvarc'h i Françoise Le Roux qualificaren als dos homes de celtòmans. La seva intuïció seria la base d'investigacions posteriors, tot i que la cultura celta no fou reconeguda com a tal fins que al segle xx, estudis científics donaren suport a les teories proposades per aquests dos homes.
La mort impedí a La Tour d'Auvergne-Corret publicar un diccionari políglota, en què comparava 45 llengües amb el bretó antic. Ja el tenia enllestit abans de la darrera sortida per incorporar-se a l'exèrcit del Rin. En la seva obra Orígens gals, publicada el 1792, presentava la llengua bretona com la més antiga del món.

## Obres
- Précis historique sur la ville de Keraës, en français Carhaix, dans le département du Finisterre, et sur l'étymologie de son nom, primera edició inclosa en el Dictionnaire historique et géographique de la province de Bretagne, 1778, p. 146-160
- Origines gauloises. Celles des plus anciens peuples de l'Europe puisées dans leur vraie source ou recherche sur la langue, l'origine et les antiquités des Celto-bretons de l'Armorique, pour servir à l'histoire ancienne et moderne de ce peuple et à celle des Français, publicat entre el 1792 i el 1796.

## Honors

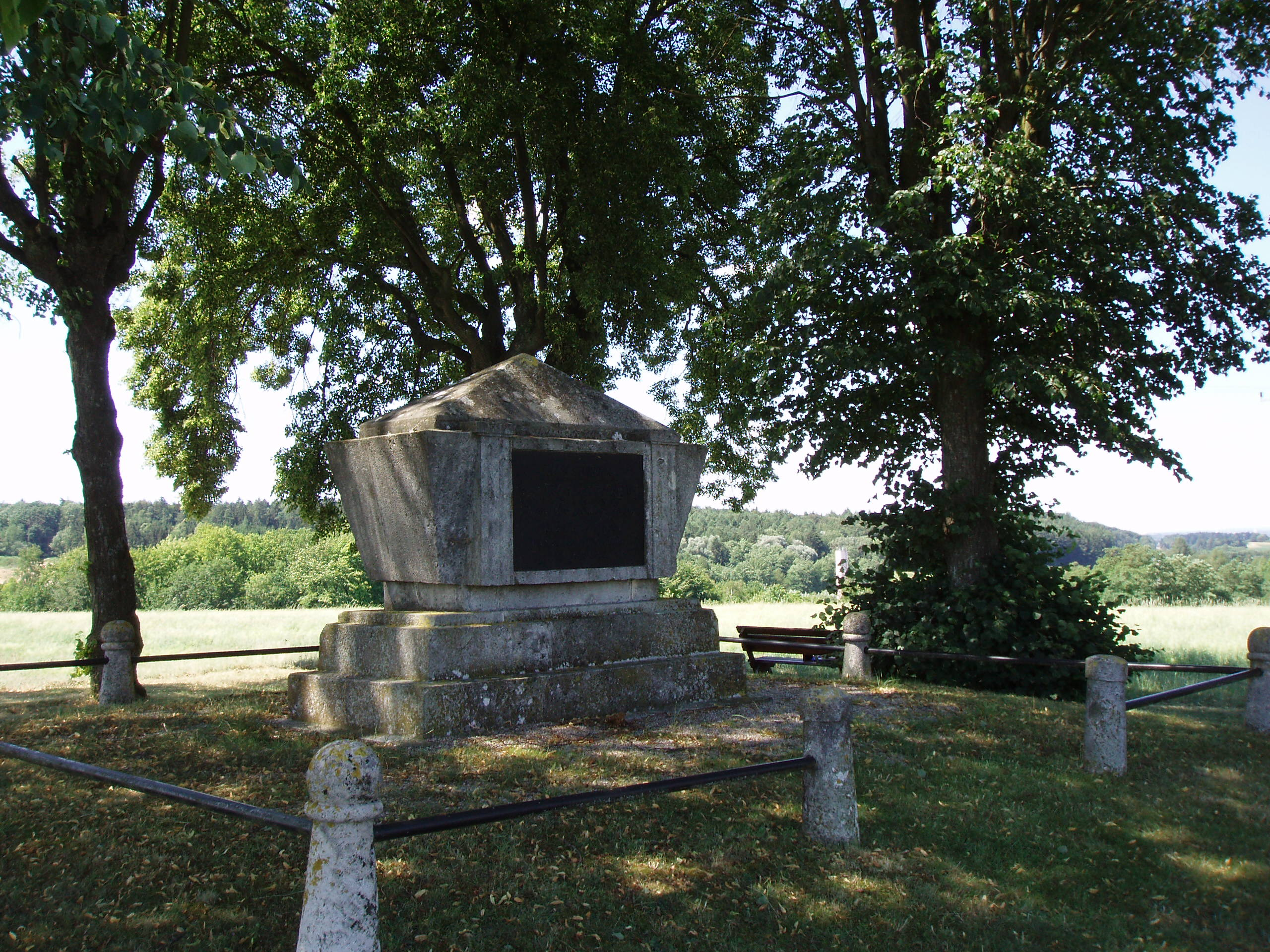
Monument a Oberhausen.

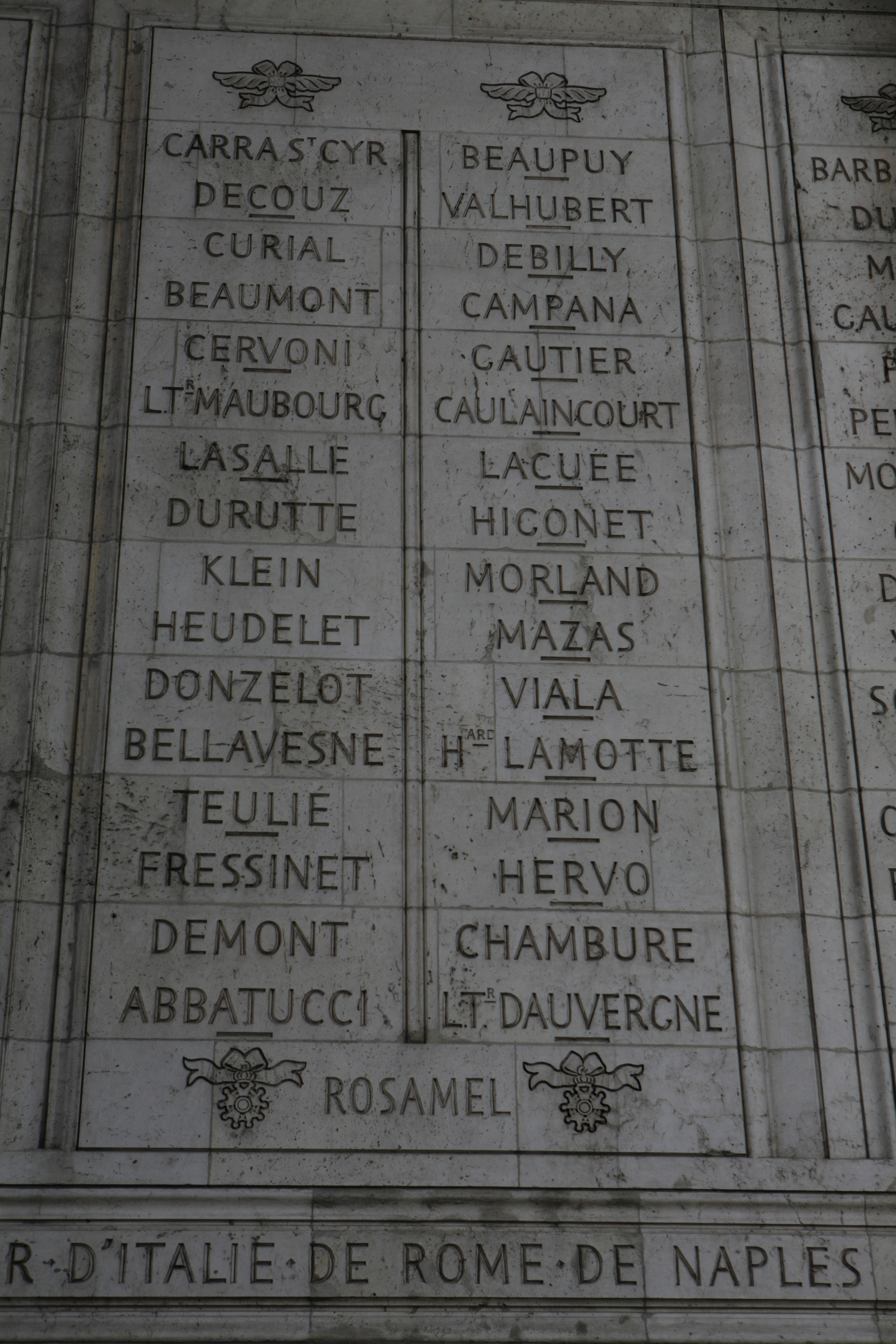
Noms gravats a l'arc de triomf de l'Étoile, banda Est.

Tot l'exèrcit lamentà la seva mort. Cobriren el seu cos amb fulles de roure i de llorer i decidiren alçar un monument al mateix lloc on va morir, amb el següent epitafi: LA TOUR D'AUVERGNE. Es diu que la seva companyia es quedà el seu cor embalsamat i que van continuar-lo nomenant, quan passaven llista, fins al 1814; durant aquest acte quotidià, el més antic responia al nom de La Tour d'Auvergne : Mort al camp de l’honor. El cor passà després a ser custodiat per la filla de Madame Guillart de Kersauzie, hereva de La Tour d'Auvergne, que es casà amb un ancestre de la família de Pontavice de Heussey, que posseïa el castell de La Haye, a Locmaria-Berrien. Fou adquirit més tard per Giusseppe Garibaldi i, finalment, les seves despulles foren dipositades al Panteó de París el 4 d’agost del 1889, amb motiu de les celebracions del centenari de la Revolució francesa.
El seu nom, consta també entre les inscripcions dels herois de l'Arc de Triomf de l'Étoile, a París, escrit: « L Tr Dauvergne », a la 18ena columna.
El 27 de juny del 1841, li erigiren a Carhaix-Plouguer una escultura de bronze, obra del baró Carlo Marochetti. Durant la inauguració estigué present el seu cor, que fou transportat amb gran cerimònia des de París, via Rennes.

A Carhaix, el 1900, la festa per la seva memòria durà quatre dies i els actes foren presidits pel ministre Louis André.
Hi ha també una estàtua de La Tour d'Auvergne, obra atribuïda per alguns a Élias Robert, i per altres a Paul Engrand, està en una de les façanes del Palau del Louvre, a prop de l'entrada del Carrousel, pel carrer de Rivoli.
Acabada la batalla d'Oberhausen, el general Marie Moreau, decidí comprar a nom de l'estat francès, una parcela al cura de la parròquia Allà també s’erigí un monument el 30 de setembre del 1800. Amb els anys s’anà deteriorant i for reconstruït per Eugeni de Beauharnais, fill adoptiu de Napoleó. El monument tornà a ser refet el 1837, per Lluís I de Baviera, que és qui li donà la forma actual, segueix sent, però, propietat francesa.